# Flaggunderofficer

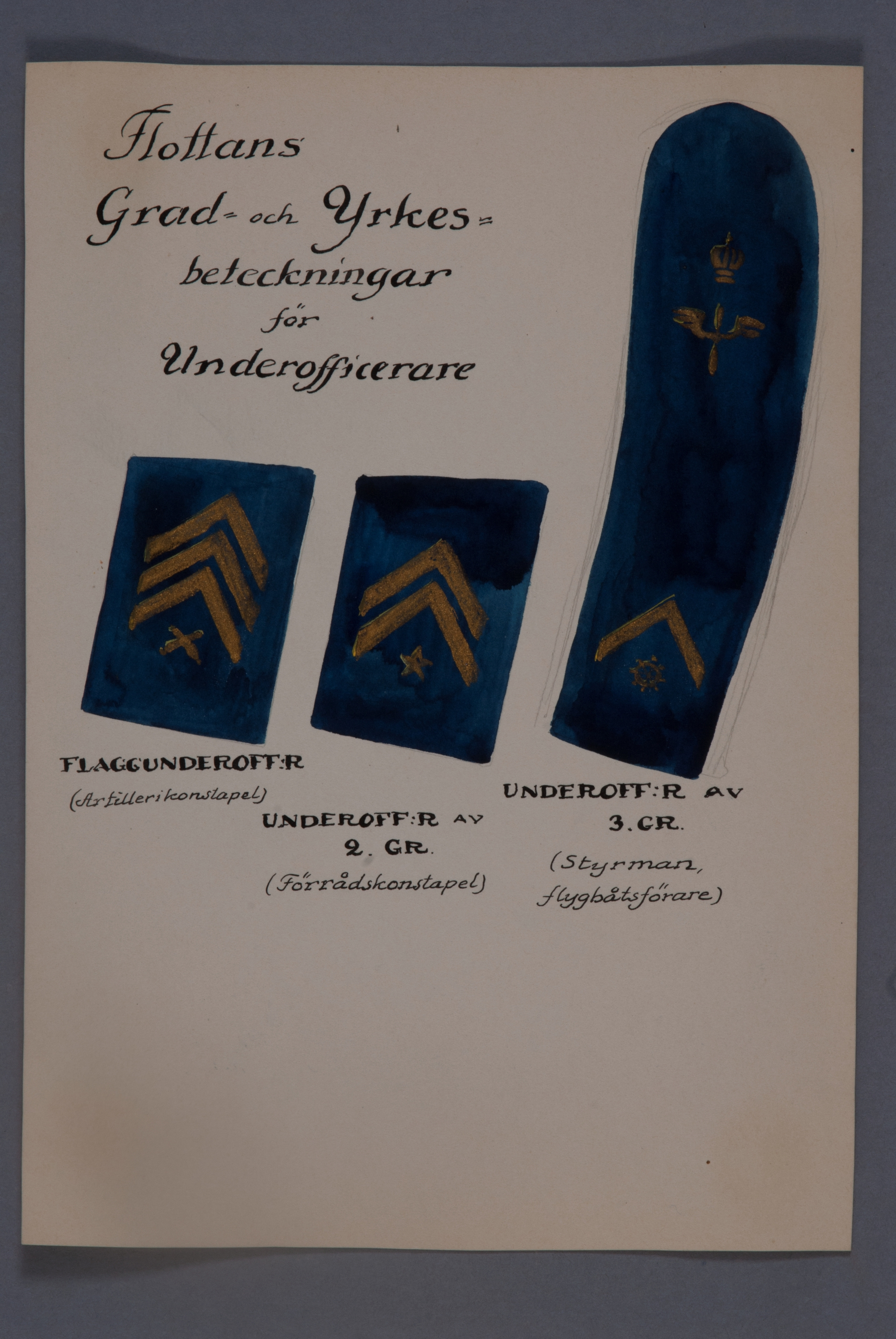
Gradbeteckningar för underofficerare vid flottan 1919-1925. Armémuseum.

Flaggunderofficer var till 1972 en grad i den svenska flottan och kustartilleriet motsvarande fanjunkare i armén. Graden infördes 1761 och bestod till 1824. Den återinfördes 1841 och avskaffades återigen 1972.
Flaggunderofficerare tilltalades med specialbenämningar beroende på den yrkesavdelning de tillhörde. I flottan sålunda: flaggkonstapel, flaggskeppare, flaggstyrman, flaggmaskinist, flaggtelemästare, flaggradiomästare, flaggartillerimästare, flaggskeppsmästare, flaggrustmästare, flaggtorpedmästare och flaggkvartersman. I kustartilleriet: Styckjunkare, flaggjunkare, flaggmaskinist, flaggrustmästare och stabstrumpetare.

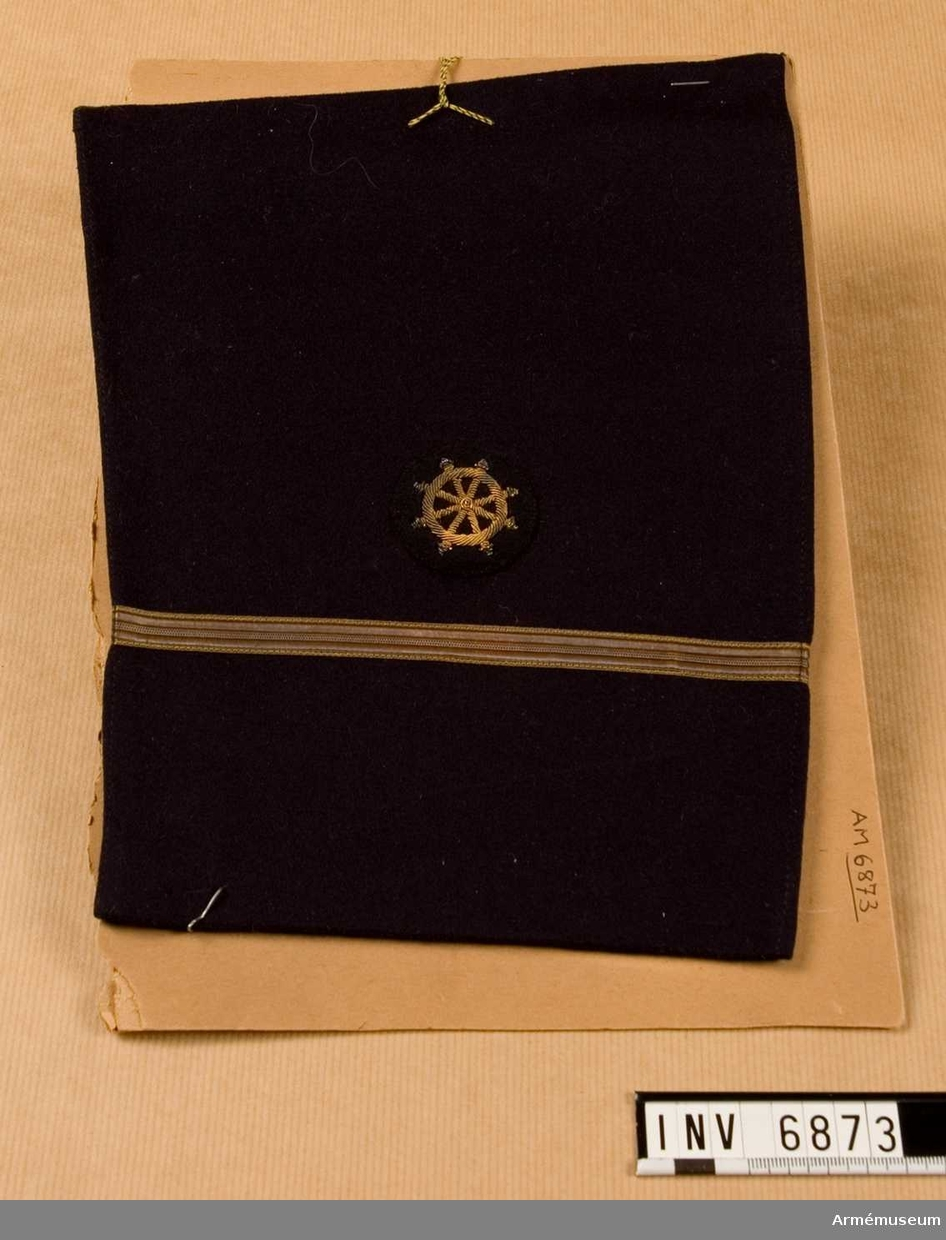
Gradbeteckning m/1925 för flaggunderofficer (flaggstyrman). Armémuseum.